# Gruppo misto nella XIII legislatura
Nella XIII legislatura, che durò dal 9 maggio 1996 al 29 maggio 2001, il gruppo misto fu un gruppo parlamentare costituito sia alla Camera dei deputati che al Senato della Repubblica.

## Camera dei Deputati

### Modifiche normative
Nel corso della XIII legislatura vengono introdotte importanti modifiche al Regolamento della Camera dei Deputati. In particolare, nel quadro della valorizzazione del principio della governabilità e dell'evoluzione in senso maggioritario del sistema politico, si procede al riconoscimento delle nozioni giuridiche di "maggioranza" ed "opposizione" nell'ambito dei regolamenti parlamentari. La polarizzazione delle dinamiche parlamentari, d'altra parte, legittima il processo di frammentazione dell'Assemblea in raggruppamenti politici sempre più
numerosi attraverso l'adozione della nuova disciplina del Gruppo misto che riconosce una autonoma soggettività politico-parlamentare alle sue diverse componenti politiche. Le forze politiche minoritarie, avvertendo l'esigenza di una maggiore visibilità ed autonomia, preferirono preservare la propria identità confluendo come componenti nel Gruppo misto anziché aderire come “sottogruppi” a gruppi parlamentari più numerosi. Pertanto la proliferazione di forze politiche senza i requisiti numerici per la costituzione di un gruppo parlamentare autonomo ha trasformato il gruppo misto in un contenitore disordinato di partiti o movimenti politici con una caratterizzazione assolutamente disomogenea.

### Consistenza
Ad inizio legislatura i membri del gruppo furono 26: 14 iscritti alla Federazione dei Verdi, 5 alle Minoranze linguistiche, 3 a La Rete e 4 non iscritti ad alcuna componente.
Alla data del 30 giugno 2000, il Gruppo misto raggiunse 98 membri (di cui 75 iscritti a componenti politiche e 23 non iscritti), crescendo di quasi cinque volte rispetto alla sua consistenza iniziale (che era di 26 deputati), e divenendo così il terzo gruppo alla Camera.
| Gruppi parlamentari | Inizio | 1996 | 1997 | 1998 | 1999 | 2000 | 2001 |
| ------------------- | ------ | ---- | ---- | ---- | ---- | ---- | ---- |
| Gruppo misto        | 26     | 39   | 49   | 94   | 96   | 98   | 94   |

### Componenti politiche

#### Federazione dei Verdi
La componente si costituisce ad inizio legislatura con i seguenti deputati:
- Giorgio Gardiol
- Nando dalla Chiesa
- Marco Boato
- Lino De Benetti
- Gianni Francesco Mattioli
- Paolo Galletti
- Sauro Turroni
- Mauro Paissan
- Massimo Scalia
- Pier Paolo Cento
- Franco Corleone
- Alfonso Pecoraro Scanio
- Annamaria Procacci
- Vito Leccese

Modifiche intervenute:
- In data 22.10.1998 aderisce al gruppo Luigi Saraceni, proveniente dai Democratici di Sinistra - L'Ulivo.
- In data 1.6.1999 lascia il gruppo Nando dalla Chiesa, che aderisce a I Democratici.
- In data 19.9.2000 lascia il gruppo Luigi Saraceni, che aderisce al gruppo misto.
- Cessa dal mandato parlamentare Mauro Paissan.

#### Minoranze linguistiche
La componente si costituisce ad inizio legislatura con i seguenti deputati:
- Siegfried Brugger (Südtiroler Volkspartei)
- Johann Georg Widmann (Südtiroler Volkspartei)
- Karl Zeller (Südtiroler Volkspartei)
- Luciano Caveri (Union Valdôtaine)
- Giuseppe Detomas (Unione Autonomista Ladina)

Modifiche intervenute:
- In data 31.2.1999 lascia il gruppo Giuseppe Detomas, che aderisce a I Democratici.
- In data 2.12.1999 aderisce al gruppo Giuseppe Detomas, proveniente da I Democratici.

#### La Rete
La componente si costituisce ad inizio legislatura con i seguenti deputati:
- Franco Danieli
- Rino Piscitello
- Giuseppe Scozzari

Modifiche intervenute:
- Ad inizio legislatura non aderiscono Giuseppe Gambale e Diego Novelli, che aderiscono al gruppo Sinistra Democratica - L'Ulivo.
- In data 16.12.1998 lascia il gruppo Giuseppe Scozzari, che aderisce al Partito Popolare Italiano. Nella stessa data il gruppo confluisce nell'Italia dei Valori.

#### Socialisti Democratici Italiani
La componente si costituisce il 21 dicembre 1996 con il nome "Socialisti Italiani" dai seguenti 8 deputati provenienti da Rinnovamento Italiano:
- Giuseppe Albertini
- Enrico Boselli
- Aldo Brancati
- Enzo Ceremigna
- Giovanni Crema
- Leone Delfino
- Sergio Fumagalli
- Roberto Villetti

Modifiche intervenute:
- In data 12.5.1998 aderisce al gruppo Gian Franco Schietroma, proveniente dai Democratici di Sinistra. Nella stessa data, inoltre, il gruppo muta in Socialisti Democratici Italiani.
- In data 19.10.1998 lascia il gruppo Leone Delfino, che aderisce al gruppo misto.
- In data 16.1.1999 aderisce al gruppo Tiziana Parenti, proveniente dal gruppo misto.
- In data 1.6.1999 lascia il gruppo Aldo Brancati, che aderisce ai Democratici di Sinistra.

#### Patto Segni
La componente si costituisce il 21 dicembre 1996 dai seguenti 3 deputati provenienti da Rinnovamento Italiano:
- Diego Masi
- Giuseppe Bicocchi
- Elisa Pozza Tasca

Modifiche intervenute:
- In data 9.9.1998 lasciano il gruppo Giuseppe Bicocchi e Diego Masi, che aderiscono all'Unione Democratica per la Repubblica. Nella stessa data la componente si scioglie: Elisa Pozza Tasca aderisce al gruppo misto.
- In data 21.4.1999 la componente si ricostituisce a seguito dell'adesione di Giuseppe Bicocchi, Diego Masi, Giuseppe Calderisi e  Marco Taradash, provenienti dal gruppo misto.
- In data 11.1.2001 lascia il gruppo Diego Masi, che aderisce a Forza Italia.

#### Cristiani Democratici Uniti
La componente si costituisce in data 3 febbraio 1997 da una scissione del gruppo parlamentare "CCD–CDU". I 9 deputati che danno vita alla componente sono:
- Rocco Buttiglione
- Carmelo Carrara
- Teresio Delfino
- Massimo Grillo
- Nicandro Marinacci
- Giovanni Panetta
- Angelo Sanza
- Mario Tassone
- Luca Volontè

Modifiche intervenute:
- In data 15.1.1998 aderisce gruppo Massimo Ostillio, proveniente dal gruppo Centro Cristiano Democratico – Cristiani Democratici Uniti.
- In data 4.3.1998 la componente costituisce un gruppo autonomo insieme ai Cristiani Democratici per la Repubblica.
- In data 26.7.1999 si ricostituisce come componente del gruppo misto a seguito dell'adesione di: Rocco Buttiglione, Teresio Delfino, Massimo Grillo, Mario Tassone, Luca Volontè, provenienti dalla componente Rinnovamento Italiano - Popolari d'Europa.
- In data 30.12.1999 aderisce al gruppo Mauro Cutrufo, proveniente dal Partito Popolare Italiano.

#### Centro Cristiano Democratico
Si costituisce in data 20 aprile 1998 dopo che la scissione dei Cristiani Democratici Uniti e varie defezioni successive privano il gruppo parlamentare Centro Cristiano Democratico dei numeri per rimanere gruppo autonomo. Gli 8 deputati che danno vita alla componente del gruppo misto sono:
- Mario Baccini
- Pier Ferdinando Casini
- Salvatore D'Alia
- Marco Follini
- Giuseppe Galati
- Carlo Giovanardi
- Francesco Paolo Lucchese
- Ettore Peretti

Modifiche intervenute:
- In data 19.10.1998 aderisce al gruppo Silvio Liotta, proveniente da Rinnovamento Italiano.
- In data 23.10.1998 aderiscono al gruppo Carmelo Carrara, Giuseppe Del Barone, Nicandro Marinacci e Giovanni Panetta, provenienti dall'Unione Democratica per la Repubblica.
- In data 23.3.1999 aderisce al gruppo Giulio Savelli, proveniente dal gruppo misto, componente Unione Democratica per la Repubblica.
- In data 3.7.1999 cessa Giovanni Panetta, cui subentra Grazia Sestini, che aderisce a Forza Italia.
- In data 12.12.2000 lascia il gruppo Nicandro Marinacci, che aderisce a Forza Italia.

#### Rifondazione Comunista
La componente si costituisce il 9 ottobre 1998 dopo che il gruppo parlamentare Rifondazione Comunista subisce una scissione che lo priva dei numeri necessari per rimanere un gruppo autonomo. I 13 deputati che danno vita alla componente sono:
- Fausto Bertinotti
- Ugo Boghetta
- Francesco Bonato
- Luca Cangemi
- Walter De Cesaris
- Francesco Giordano
- Maria Lenti
- Giorgio Malentacchi
- Ramon Mantovani
- Maria Celeste Nardini
- Edo Rossi
- Tiziana Valpiana
- Nichi Vendola

Modifiche intervenute:
- In data 24.1.2000 aderisce al gruppo Giuliano Pisapia, proveniente dal gruppo misto.

#### Italia dei Valori
La componente si costituisce il 16 dicembre 1998 dalla confluenza dei due deputati rimasti nella componente La Rete con altri 7 deputati:
- Franco Danieli (proveniente da La Rete)
- Rino Piscitello (proveniente da La Rete)
- Fabio Di Capua (proveniente dai Democratici di Sinistra)
- Vincenzo Sica (proveniente dai Democratici di Sinistra)
- Elio Veltri (proveniente dai Democratici di Sinistra)
- Renato Cambursano (proveniente dai Popolari e Democratici - L'Ulivo)
- Federico Orlando (proveniente da Rinnovamento Italiano)
- Willer Bordon (proveniente dal gruppo misto)
- Elisa Pozza Tasca (proveniente dal gruppo misto)

Modifiche intervenute:
- In data 10.3.1999 la componente confluisce ne I Democratici.

#### Federalisti Liberaldemocratici e Repubblicani
La componente si costituisce il 20 dicembre 1998 dai seguenti 3 deputati provenienti da Rinnovamento Italiano:
- Paolo Manca
- Luciana Sbarbati
- Giorgio La Malfa

Modifiche intervenute:
- In data 11.1.1999 aderiscono al gruppo Giovanni Marongiu, Gianantonio Mazzocchin e Luigi Negri, provenienti da Rinnovamento Italiano.
- In data 15.6.1999 lascia il gruppo Paolo Manca, che aderisce ai Popolari e Democratici - L'Ulivo.
- In data 20.10.2000 lascia il gruppo Giorgio La Malfa, che aderisce al gruppo misto.

#### Rinnovamento Italiano
Si costituisce in data 11 marzo 1999 dopo che varie defezioni dal gruppo parlamentare Rinnovamento Italiano lo privano dei numeri per rimanere gruppo autonomo. I 12 deputati che danno vita alla componente del gruppo misto sono:
- Stefano Bastianoni
- Natale D'Amico
- Lamberto Dini
- Demetrio Errigo
- Bonaventura Lamacchia
- Marianna Li Calzi
- Antonino Mangiacavallo
- Pierluigi Petrini
- Paolo Ricciotti
- Gianfranco Saraca
- Ernesto Stajano
- Tiziano Treu

Modifiche intervenute:
- In data 24.3.1999 il gruppo muta in Rinnovamento Italiano - Popolari d'Europa a seguito della fusione con la componente Centro Popolare Europeo, cui aderiscono Rocco Buttiglione, Teresio Delfino, Giorgio Rebuffa, Angelo Sanza, Mario Tassone, Luca Volontè.
- In data 29.6.1999 aderisce al gruppo Massimo Grillo, proveniente dall'Unione Democratica per la Repubblica.
- In data 26.7.1999 lasciano il gruppo Rocco Buttiglione, Teresio Delfino, Massimo Grillo, Mario Tassone e Luca Volontè, che ricostituiscono i Cristiani Democratici Uniti all'interno del gruppo misto.
- In data 15.11.1999 la componente muta in Rinnovamento Italiano.
- In data 22.11.1999 lascia il gruppo Paolo Ricciotti, che aderisce a Forza Italia.
- In data 10.12.1999 lascia il gruppo Ernesto Stajano, che aderisce al gruppo misto.
- In data 11.12.1999 lascia il gruppo Bonaventura Lamacchia, che aderisce all'Udeur.
- In data 15.12.1999 lasciano il gruppo Demetrio Errigo, Giorgio Rebuffa, Angelo Sanza, Gianfranco Saraca, che aderiscono al gruppo misto.
- In data 16.12.1999 lascia il gruppo Marianna Li Calzi, che aderisce all'Udeur.

#### Centro Popolare Europeo
La componente si costituisce il 17 marzo 1999 dai seguenti 6 deputati provenienti dal gruppo misto:
- Rocco Buttiglione
- Teresio Delfino
- Giorgio Rebuffa
- Angelo Sanza
- Mario Tassone
- Luca Volontè.

Modifiche intervenute:
Il 24 marzo 1999 il CPE si fonde con Rinnovamento Italiano, costituitosi anch'esso all'interno del gruppo misto: nasce così la componente Rinnovamento Italiano - Popolari d'Europa. Tale componente ha vita piuttosto breve e  già il 26 luglio 1999 gli esponenti del CDU, contestualmente al loro passaggio all'opposizione al governo D'Alema I, riprendono la loro autonomia ricostituendo la componente cristiano-democratica. Il 15 novembre 1999, infine, in seguito alla defezione di alcuni parlamentari, la componente unitaria cessò di esistere, riducendosi ai soli esponenti di Rinnovamento.

#### Non iscritti ad alcuna componente
All'inizio della legislatura i deputati non iscritti ad alcuna componente all'interno del gruppo misto furono:
- Giancarlo Cito (Lega d'Azione Meridionale)
- Giorgio La Malfa (Partito Repubblicano Italiano)
- Luciana Sbarbati (Partito Repubblicano Italiano)
- Vittorio Sgarbi

Modifiche intervenute:
- In data 15.5.1996 aderisce al gruppo Mara Malavenda, proveniente da Rifondazione Comunista.
- In data 18.9.1996 aderisce al gruppo Irene Pivetti, proveniente dalla Lega Nord.
- In data 13.11.1996 aderisce al gruppo Alessandra Mussolini, proveniente da Alleanza Nazionale.
- In data 9.12.1996 lascia il gruppo Alessandra Mussolini, che aderisce a Alleanza Nazionale.
- In data 29.1.1997 lasciano il gruppo Giorgio La Malfa e Luciana Sbarbati, che aderiscono a Rinnovamento Italiano.
- In data 3.2.1997 aderisce al gruppo Nicola Miraglia Del Giudice, proveniente da Alleanza Nazionale.
- In data 4.2.1997 lascia il gruppo Nicola Miraglia Del Giudice, che aderisce a Alleanza Nazionale.
- In data 18.6.1997 aderisce al gruppo Alberto Acierno, proveniente da Forza Italia.
- In data 24.11.1997 aderisce al gruppo Giulio Savelli, proveniente da Forza Italia.
- In data 1.2.1998 lascia il gruppo Irene Pivetti, che aderisce a Rinnovamento Italiano.
- In data 4.3.1998 lascia il gruppo Alberto Acierno, che aderisce all'Unione Democratica per la Repubblica.
- In data 21.4.1998 aderisce al gruppo Tiziana Parenti, proveniente da Forza Italia.
- In data 15.6.1998 lascia il gruppo Tiziana Parenti, che aderisce all'Unione Democratica per la Repubblica.
- In data 7.7.1998 lascia il gruppo Giulio Savelli, che aderisce all'Unione Democratica per la Repubblica.
- In data 29.9.1998 aderisce al gruppo Stefano Signorini, proveniente dalla Lega Nord.
- In data 30.9.1998 aderisce al gruppo Franca Gambato, proveniente dalla Lega Nord.
- In data 7.10.1998 aderisce al gruppo Roberto Grugnetti, proveniente dalla Lega Nord.
- In data 9.10.1998 aderisce al gruppo Elisa Pozza Tasca, proveniente dal Patto Segni.
- In data 9.10.1998 aderisce al gruppo Giuliano Pisapia, proveniente da Rifondazione Comunista.
- In data 19.10.1998 aderisce al gruppo Leone Delfino, proveniente dai Socialisti Democratici Italiani.
- In data 23.10.1998 aderisce al gruppo Tiziana Parenti, proveniente dall'Unione Democratica per la Repubblica.
- In data 28.10.1998 aderisce al gruppo Willer Bordon, proveniente dai Popolari e Democratici - L'Ulivo.
- In data 16.12.1998 lasciano il gruppo Willer Bordon e Elisa Pozza Tasca, che aderiscono all'Italia dei Valori.
- In data 16.1.1999 lascia il gruppo Tiziana Parenti, che aderisce ai Socialisti Democratici Italiani.
- In data 10.2.1999 aderisce al gruppo Mario Prestamburgo, proveniente dai Popolari e Democratici - L'Ulivo.
- In data 3.3.1999 aderiscono al gruppo Giuseppe Bicocchi e Diego Masi, provenienti dall'Unione Democratica per la Repubblica.
- In data 8.3.1999 aderiscono al gruppo Giorgio Rebuffa e Angelo Sanza, provenienti dall'Unione Democratica per la Repubblica.
- In data 10.3.1999 aderiscono al gruppo Rocco Buttiglione, Teresio Delfino, Mario Tassone e Luca Volontè, provenienti dall'Unione Democratica per la Repubblica.
- In data 10.3.1999 lascia il gruppo Mario Prestamburgo, che aderisce a I Democratici.
- In data 17.3.1999 lasciano il gruppo Rocco Buttiglione, Teresio Delfino, Giorgio Rebuffa, Angelo Sanza, Mario Tassone e  Luca Volontè, che costituiscono la componente Centro Popolare Europeo all'interno del gruppo misto.
- In data 13.4.1999 aderisce al gruppo Ermanno Iacobellis, proveniente da Alleanza Nazionale.
- In data 20.4.1999 aderiscono al gruppo Giuseppe Calderisi e Marco Taradash, provenienti da Forza Italia.
- In data 21.4.1999 lasciano il gruppo Giuseppe Bicocchi, Giuseppe Calderisi, Diego Masi e Marco Taradash, che costituiscono la componente Patto Segni, Riformatori, Liberaldemocratici all'interno del gruppo misto.
- In data 21.4.1999 lascia il gruppo Ermanno Iacobellis, che aderisce all'Unione Democratica per la Repubblica.
- In data 3.6.1999 aderisce al gruppo Elena Ciapusci, proveniente dalla Lega Nord.
- In data 16.7.1999 aderisce al gruppo Paolo Bampo, proveniente dalla Lega Nord.
- In data 20.7.1999 aderisce al gruppo Vincenzo Bianchi, proveniente da Forza Italia.
- In data 26.7.1999 aderisce al gruppo Domenico Comino, proveniente dalla Lega Nord.
- In data 27.7.1999 aderisce al gruppo Daniele Roscia, proveniente dalla Lega Nord.
- In data 29.7.1999 aderisce al gruppo Alberto Lembo, proveniente dalla Lega Nord.
- In data 29.7.1999 aderisce al gruppo Mario Lucio Barral, proveniente dalla Lega Nord.
- In data 29.7.1999 lascia il gruppo Vincenzo Bianchi, che aderisce a Forza Italia.
- In data 5.10.1999 aderisce al gruppo Simone Gnaga, proveniente dalla Lega Nord.
- In data 13.10.1999 lascia il gruppo Alberto Lembo, che aderisce ad Alleanza Nazionale.
- In data 20.10.1999 lascia il gruppo Simone Gnaga, che aderisce ad Alleanza Nazionale.
- In data 28.11.1999 aderisce al gruppo Enrico Micheli, che subentra a Paolo Raffaelli, già iscritto ai Democratici di Sinistra.
- In data 3.12.1999 aderisce al gruppo Andrea Guarino, proveniente dai Popolari e Democratici - L'Ulivo.
- In data 6.12.1999 aderisce al gruppo Paolo Manca, proveniente dai Popolari e Democratici - L'Ulivo.
- In data 10.12.1999 aderisce al gruppo Ernesto Stajano, proveniente da Rinnovamento Italiano - Popolari d'Europa.
- In data 15.12.1999 aderiscono al gruppo Demetrio Errigo, Giorgio Rebuffa, Angelo Sanza, Gianfranco Saraca, provenienti da Rinnovamento Italiano - Popolari d'Europa.
- In data 23.12.1999 aderisce al gruppo Alberto Acierno, proveniente dall'Udeur.
- In data 24.1.2000 lascia il gruppo Giuliano Pisapia, che aderisce a Rifondazione Comunista.
- In data 28.3.2000 aderisce al gruppo Vincenzo Berardino Angeloni, proveniente dall'Udeur.
- In data 27.4.2000 lascia il gruppo Gianfranco Saraca, che aderisce all'Udeur.
- In data 4.5.2000 aderisce al gruppo Giuseppe Fronzuti, proveniente dall'Udeur.
- In data 10.5.2000 aderiscono al gruppo Elio Veltri e Gabriele Cimadoro, provenienti da I Democratici.
- In data 24.5.2000 lascia il gruppo Vincenzo Berardino Angeloni, che aderisce a Forza Italia.
- In data 28.8.2000 aderisce al gruppo Fabio Di Capua, proveniente da I Democratici.
- In data 19.9.2000 aderisce al gruppo Luigi Saraceni, proveniente dalla Federazione dei Verdi.
- In data 20.10.2000 aderisce al gruppo Giorgio La Malfa, proveniente dai Federalisti Liberaldemocratici e Repubblicani.
- In data 15.11.2000 aderisce al gruppo Ferdinando De Franciscis, proveniente dall'Udeur.
- In data 18.1.2001 lasciano il gruppo Demetrio Errigo, Andrea Guarino, Giorgio Rebuffa, Angelo Sanza e Ernesto Stajano, che aderiscono a Forza Italia.
- In data 22.1.2001 lascia il gruppo Paolo Bampo, che aderisce a Forza Italia.
- In data 5.2.2001 aderisce al gruppo Armando Veneto, proveniente dai Popolari e Democratici - L'Ulivo.
- In data 18.4.2001 aderisce al gruppo Aldo Brancati, proveniente dai Democratici di Sinistra.
- In data 3.5.2001 aderisce al gruppo Alberto Simeone, proveniente da Alleanza Nazionale.